# Günther von der Schulenburg (Politiker)
Ernst Gebhard Carl Günther Graf von der Schulenburg-Wolfsburg (* 18. Dezember 1819 in Braunschweig; † 21. Februar 1895 in Wolfsburg) war ein deutscher Gutsbesitzer und Politiker.

## Familie

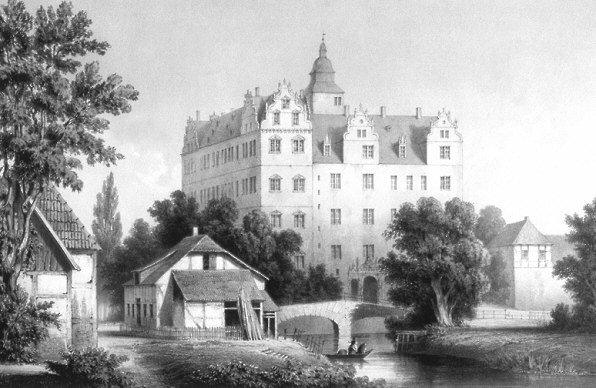
Schloss Wolfsburg um 1840

Günther von der Schulenburg entstammte der Weißen Linie der weit verzweigten Adelsfamilie von der Schulenburg. Er war ältester Sohn des Gutsbesitzers auf Schloss Wolfsburg Werner Graf von der Schulenburg (1792–1861) und dessen Ehefrau Charlotte geb. Freifrau von Vincke (1797–1888).
Günther von der Schulenburg heiratete in erster Ehe am 5. Juni 1856 in Emden eine entfernte Cousine Adelheid Gräfin von der Schulenburg-Emden (* 13. Februar 1834 in Emden; † 7. Juli 1870 in Wolfsburg), mit der er sieben Kinder hatte. Nach deren Tod am Tage der Geburt ihres siebenten Kindes heiratete er am 9. Mai 1873 in Potsdam ihre Schwester Margarethe Adelheid Gräfin von der Schulenburg-Emden (* 24. Mai 1839 in Emden; † 26. Mai 1906 in Wolfsburg), diese Ehe blieb kinderlos. Beide waren Töchter des Herrenhausmitglieds Eduard Graf von der Schulenburg-Emden (1839–1906).
Aus der ersten Ehe gingen sieben Kinder hervor:
- Werner Karl Hermann (* 15. März 1857 in Emden; † 21. Juli 1924 in Bad Kissingen) wurde sein Haupterbe und übernahm das Gut Wolfsburg.
- Marie Adelheid (* 17. September 1858 auf Schloss Oefte; † 20. November 1945 in Neumühle).
- Elisabeth Wilhelmine (* 23. März 1860 in Braunschweig; † 3. April 1917 in Mirow). Sie heiratete am 11. Juli 1883 in Wolfsburg den Forstmeister Julius von Stralendorff genannt von Kolhans (* 26. März 1854 im Gutshaus Golchen; † 25. November 1932 in Schwerin).
- Günther Werner (* 19. September 1861 in Wolfsburg; † 30. Dezember 1918 in Braunschweig). Günther bekam von seinem Vater das 1885 erworbene Schloss Rethmar mit zugehörigem Rittergut, das er jedoch 1906 wieder verkaufte und nach Braunschweig zog. Am 1. März 1897 heiratete er in Frankfurt am Main Leonie von Chappuis (* 11. August 1873 in Frankfurt am Main; † 30. September 1926 in Braunschweig), eine Tochter von Hermann von Chappuis. Günther betrieb Forschungen auf dem Gebiet der Genealogie und war Autor für die Monatsschrift Der deutsche Herold. Im Ersten Weltkrieg diente er als Kgl. preuß. Rittmeister.
- Charlotte Helene (* 5. März 1864 in Wolfsburg; † 22. März 1917 in Neustrelitz). Sie heiratete am 8. September 1892 in Wolfsburg Ludolf von Veltheim auf Schloss Veltheim (* 3. September 1840 in Braunschweig; † 9. September 1892 in Leipzig), Kammerherr im Herzogtum Braunschweig und Großvater des Sportfunktionärs Ludolf von Veltheim.
- Anna Katharina Adelheid (* 3. Mai 1867 in Wolfsburg; † 2. September 1914 in Tirlemont) wurde 1896 Diakonisse und war als Krankenschwester in Berlin tätig. Im August 1914, zu Beginn des Ersten Weltkriegs, begab sie sich zur Krankenpflege nach Belgien, wo sie bereits im Folgemonat im Lazarett Tirlemont an den Folgen von Misshandlungen durch Franc-tireurs verstarb und ein Begräbnis mit militärischen Ehren erhielt.[1] Ihr Grab befindet sich auf dem Deutschen Soldatenfriedhof Vladslo,[2] auch eine Inschrift auf dem Kriegerdenkmal in Wolfsburg erinnert an sie.
- Das siebente und letzte Kind, eine namentlich nicht bekannte Tochter, verstarb mit seiner Mutter am Tage seiner Geburt, am 7. Juli 1870.

## Leben

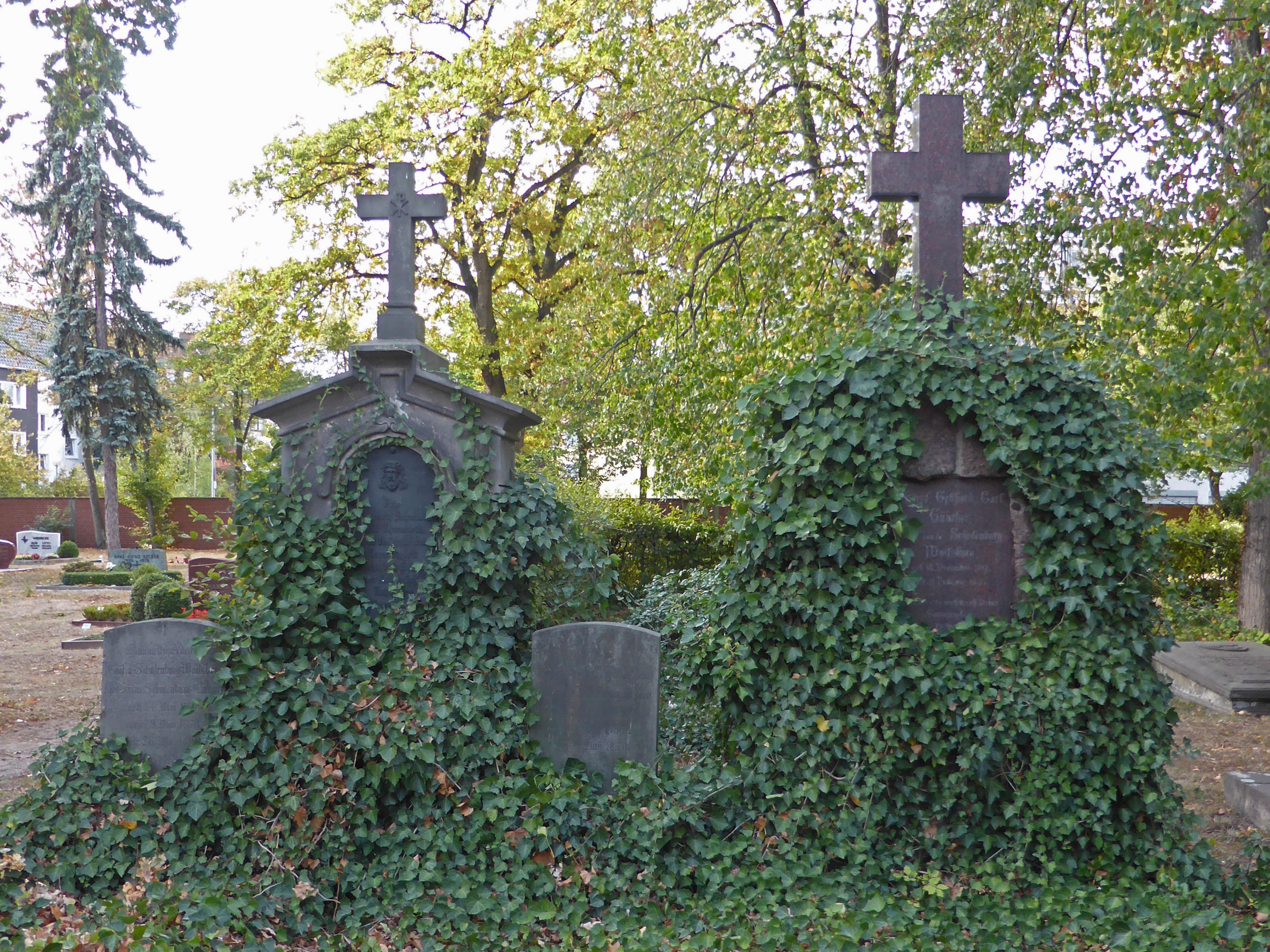
Grabmal von Günther von der Schulenburg (rechts) und seiner beiden Frauen (links)

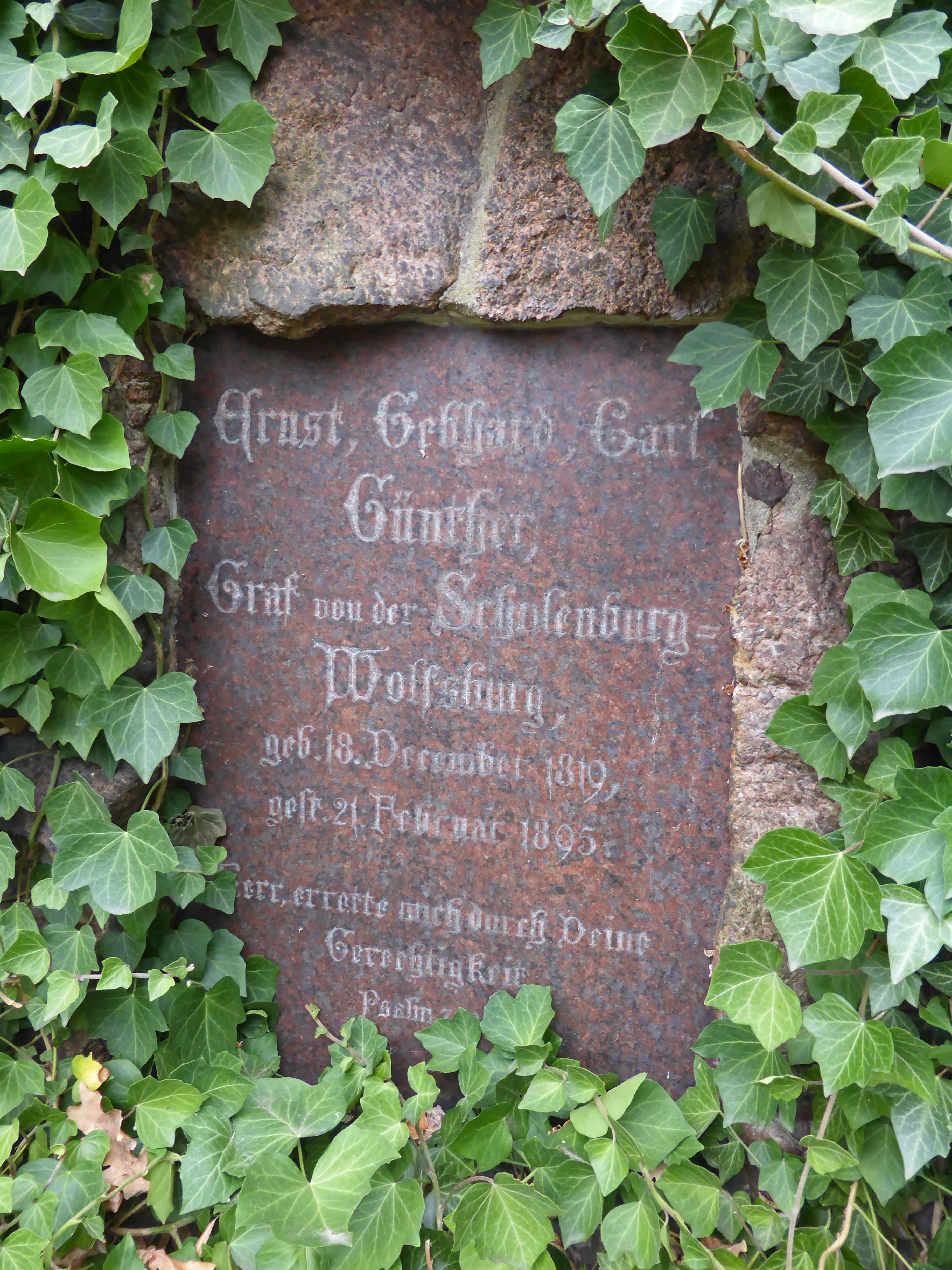
Grabmal (Ausschnitt)

Schulenburg studierte bis 1846 Jura, 1848 Forstwirtschaft, in Heidelberg und Berlin. 1841 wurde er Mitglied des Corps Guestphalia Heidelberg. Nach dem Studium begann er eine juristische Berufslaufbahn als Auskultator am Landgericht Halberstadt. Später verließ er den Staatsdienst und widmete sich ab 1860 der Verwaltung seiner ererbten Güter in Wolfsburg, Steimke, Rohrberg, Meßdorf, Rothehof, Brome, Bisdorf, Boldeckerland, Diederichsburg. Die Schillermühle, eine seit etwa 1600 am Großen Schillerteich bestehende Wassermühle, erweiterte er 1863 um ein Sägewerk. Auch das Schloss seiner Mutter, Schloss Oefte bei Essen, wurde von ihm bewirtschaftet und umgestaltet.
Von 1869 bis 1873 saß Schulenburg als Abgeordneter des Wahlkreises Magdeburg 1 (Salzwedel, Gardelegen) im Preußischen Abgeordnetenhaus. Er gehörte der Fraktion der Konservativen Partei an. 1884 wurde er als Vertreter der Familie von der Schulenburg Mitglied des Preußischen Herrenhauses, dem er bis zu seinem Tode angehörte. 1885 kaufte er für seinen jüngeren Sohn Schloss Rethmar. Er war Erbküchenmeister in der Kurmark Brandenburg. Sein Grabmal auf dem Friedhof in Wolfsburg-Rothenfelde ist bis heute erhalten.